# Quan jo no hi sigui
Quan jo no hi sigui (originalment en anglès, Mum's List) és una pel·lícula dramàtica britànica del 2016, dirigida i escrita per Niall Johnson. La cinta relata els últims dies d'una dona amb càncer de mama. Entre els intèrprets, compta amb Rafe Spall, Emilia Fox, Elaine Cassidy i William Stagg. El 21 de febrer de 2021 es va estrenar el doblatge en català a TV3.

## Sinopsi
La Kate i el Singe són una parella de North Somerset amb dos fills, el Finn i el Reef. La seva vida canvia del tot quan a la Kate li diagnostiquen un càncer de mama incurable. Durant els seus últims dies la Kate escriu una llista on detalla els seus pensaments, consells i records per ajudar l'home que estima i els seus fills a gaudir de la vida quan ella no hi sigui.

## Repartiment
- Rafe Spall
- Emilia Fox
- Elaine Cassidy
- William Stagg
- Matthew Stagg
- Richard Cordery
- Susan Jameson
- Ross McCormack
- Sophie Simnett
- Bobby Lockwood
- Naomi Battrick
- Andrew Byron
- Elizabeth Healey
- Neil Roberts
- Harry Lister Smith
- Ciara Charteris